# Fenêtre sur l'Escaut
Fenêtre sur l'Escaut est un tableau réalisé par le peintre français Georges Braque lors d'un séjour avec son confrère Othon Friesz en 1906 à Anvers, en Belgique. Exécutée pendant la courte période fauve de l'artiste, cette huile sur toile de format vertical représente une fenêtre ouverte donnant sur l'Escaut, dont le cours est rendu en orange. L'œuvre est conservée à la Fondation Bemberg, ce musée toulousain la considérant comme l'un de ses chefs-d'œuvre.